# Urophora stalker
Urophora stalker är en tvåvingeart som beskrevs av Valery Korneyev 1984. Urophora stalker ingår i släktet Urophora och familjen borrflugor. Inga underarter finns listade i Catalogue of Life.